# Liste der bolivianischen Botschafter in Deutschland
Vor 1910 war der bolivianische Gesandte in Paris auch in Berlin akkreditiert.
Adresse der bolivianischen Vertretung:
- 1938 Gesandtschaft: Meineckestraße 19, Berlin
- ab 28. Januar 1953: Venusbergweg 50, Bonn
- 1958: Wilhelmstraße 48, Bonn
- 1982: Konstantinstraße 16, Bonn
- heute Wichmannstraße 6, Berlin

| Ernannt / Akkreditiert | Name                                 | Bemerkungen | ernannt von                    | akkreditiert bei      | Posten verlassen |
| ---------------------- | ------------------------------------ | --- | ------------------------------ | --------------------- | ---------------- |
| 1910                   | Luis Salinas Vega                    | (* 1856 in La Paz; † 1916 ebenda), war ab 6. August 1913 Ministro de Instrucción Pública im Regierungskabinett von Ismael Montes | Eliodoro Villazón Montaño      | Wilhelm II.           |                  |
| 6. Aug. 1913           | Rafael Torrico Lemoine               | Geschäftsträger | Ismael Montes                  | Wilhelm II.           | 27. Apr. 1917    |
| 27. Apr. 1917          | Abbruch der Beziehungen              | Schutzmacht Niederlande | José Gutiérrez Guerra          | Wilhelm II.           | 1923             |
| 1923                   | Ernesto Fricke Lemoine               | Geschäftsträger | Bautista Saavedra Mallea       | Wilhelm Cuno          | 1926             |
| 1926                   | José Gabino Villanueva               | | Hernando Siles Reyes           | Wilhelm Marx          | 1928             |
| 1928                   | Carlos Anze-Soria                    | (* 14. Juli 1883 in Cochabamba)                                                                                                  | Hernando Siles Reyes           | Hermann Müller        | 1936             |
| 1936                   | Julio Sanjinés Barrenechea           | (* 8. Mai 1886 in Cochabamba) | José David Toro Ruilova        | Kabinett Hitler       | 28. Feb. 1939    |
| 28. Feb. 1939          | Hugo Ernst Rivera                    | | Carlos Quintanilla Quiroga     | Kabinett Hitler       | 27. Jan. 1942    |
| 27. Jan. 1942          | Abbruch der Beziehungen              | | Enrique Peñaranda del Castillo | Kabinett Hitler       | 1953             |
| 1953                   | José Muñoz Paz                       | [ 3 ] | Hernán Siles Zuazo             | Kabinett Adenauer I   | 1956             |
| 1956                   | Augusto Cuadros Sánchez              | | Hernán Siles Zuazo             | Kabinett Adenauer I   | 1958             |
| 1959                   | Clemente Inofuentes Guisbert         | | Hernán Siles Zuazo             | Kabinett Adenauer III |                  |
| 1961                   | Guillermo Alborta Velasco            | | Víctor Paz Estenssoro          | Kabinett Adenauer III | 1963             |
| 1963                   | Federico Álvarez Plata               | | Víctor Paz Estenssoro          | Kabinett Adenauer V   | 1966             |
| 1969                   | Gustavo Chacón Sanchez               | | Luis Adolfo Siles Salinas      | Kabinett Kiesinger    |                  |
| 1980                   | Luis Alberto Alipaz Alcázar          | | Luis García Meza Tejada        | Kabinett Schmidt II   | 1981             |
| 1987                   | Carlos Prudencio Pinedo              | | Víctor Paz Estenssoro          | Kabinett Kohl III     | 1989             |
| 1989                   | Janette Apaza Vera                   | | Jaime Paz Zamora               | Kabinett Kohl III     |                  |
| Sep. 1990              | Bernardo Bauer Kyllmann              | | Jaime Paz Zamora               | Kabinett Kohl III     | 1994             |
| 23. Aug. 1994          | Orlando Donoso Aranda                | | Gonzalo Sánchez de Lozada      | Kabinett Kohl IV      | 1998             |
| 1998                   | Adalberto Violand Alcázar            | | Hugo Banzer Suárez             | Kabinett Kohl V       |                  |
| Sep. 1999              | Ernesto Fernando Schilling Kriete    | | Hugo Banzer Suárez             | Kabinett Schröder I   | 2003             |
| 16. Dez. 2002          | Jorge Balcazar Aranibar              | | Gonzalo Sánchez de Lozada      | Kabinett Schröder I   |                  |
| 25. Sep. 2006          | Walter Prudencio Magne Veliz         | (* 1960 in Oruro) | Evo Morales                    | Kabinett Merkel I     |                  |
| 11. Juli 2012          | Elizabeth Cristina Salguero Carrillo | außerordentliche und bevollmächtigte Botschafterin, am 22. November 2012 konsekutiv in Bern akkreditiert                         | Evo Morales                    | Kabinett Merkel II    | 2015             |
| 20. Apr. 2016          | Jorge Cárdenas Robles                | [ 4 ] | Evo Morales                    | Kabinett Merkel III   |                  |
| 1. Jan. 2020           | Gustavo Ramiro Espinoza Trujillo     | Geschäftsträger | Jeanine Áñez                   | Kabinett Merkel IV    |                  |
| 24. Okt. 2022          | Wilfredo Ticona Cuba                 | | Luis Arce                      | Kabinett Scholz       |                  |